# Stazione di Jeongja
La stazione di Jeongja (정자역 - 亭子驛, Jeongja-yeok ) è una stazione ferroviaria situata nel quartiere di Bundang-gu della città di Seongnam, nel Gyeonggi-do, nell'area metropolitana di Seul servita dalla linea Sinbundang, metropolitana suburbana automatica gestita dalla Shin Bundang Line Corporation per la quale è l'attuale capolinea sud, e dalla linea Bundang, ferrovia suburbana della Korail.

## Linee
Korail
■ Linea Bundang (Codice: K230)
Shin Bundang Line Corporation
■ Linea Sinbundang (Codice: D12)

## Struttura

### Linea Bundang
La stazione dispone di due marciapiedi laterali protetti da ringhiere di protezione per prevenire cadute accidentali, con spazi solo in corrispondenza delle porte dei treni.
| Dir. sud  | ■ Linea Bundang | per Ori, Jukjeon, Giheung e Suwon       |
| Dir. nord | ■ Linea Bundang | per Moran, Suseo, Seolleung e Wangsimni |

### Linea Sinbundang
La stazione dispone di due marciapiedi laterali protetti da porte di banchina e due binari sotterranei al centro. Essendo questa stazione l'attuale capolinea della ferrovia, uno dei marciapiedi è riservato alla sola discesa dal treno.
| Dir. nord | ■ Linea Sinbundang | per Gangnam e Yangjae           |
| Dir. sud  | ■ Linea Sinbundang | per Gwanggyo Jungang e Gwanggyo |

## Stazioni adiacenti
| «                | Servizio      | »             |
| Linea Bundang    | Linea Bundang | Linea Bundang |
| ---------------- | ------------- | ------------- |
| Sunae            | -             | Migeum        |
| Linea Sinbundang |               |               |
| Pangyo           | -             | Migeum        |